# فريدريش ويلهلم بيرنر
فريدريش ويلهلم بيرنر (بالألمانية: Friedrich Wilhelm Berner)‏ (و. 1780 – 1827 م) هو موسيقي، وملحن، وعالم موسيقى ألماني، ولد في فروتسواف، يستخدم آلات أورغن، توفي في فروتسواف، عن عمر يناهز 47 عاماً.

## روابط خارجية
- فريدريش ويلهلم بيرنر على موقع ديسكوغز (الإنجليزية)